# 한국인 영양소 섭취기준
한국인 영양소 섭취기준 또는 한국인 영양섭취기준(KDRIs, Dietary Reference Intakes for Koreans)은 한국영양학회가 기존의 한국인 영양권장량(KRDA, Recommended Dietary Allowances for Koreans)을 시대변화에 맞추어 새로운 개념을 도입해 개정, 제정해서 발표한 것이다. 그리고 2005년 부터 5년단위로 보건복지부에서 제정하고 있다 
한국영양학회 에서 2025. 11. 07에 새로 제정할 예정이다

## 연혁
- 2005년 제정
- 2010년 제1차 개정
- 2015년 제2차 개정 (보건복지부가 담당함)[1]

## 예
일일 섭취 권장량 (2010기준)
| 무기질 (양양소) | 일일 섭취권장량 (성인기준) |
| --------------- | -------------------------- |
| 나트륨          | 약2g                       |
| 칼륨            | 약3.5g                     |
| 칼슘            | 약750mg                    |

## 종류
채소류,과일류,곡류,유제품,당류,육류(고기,생선,계란등) 등으로 일일 총 에너지(칼로리)를 기준으로 섭취량을 안분할 수 있다.

## 같이 보기
- 영양학
- 영양소
- 영양표시제도